# イカロス (恒星)
MACS J1149 Lensed Star 1、愛称イカロス（Icarus）は、重力レンズ現象による増光を利用して観測された、遠方の系外銀河内にある青色超巨星である。発見時、単独の恒星として検出された最も遠い恒星で、赤方偏移{\displaystyle z}は1.49、角径距離だとおよそ94億光年と推定される。イカロスを発見した研究チームによれば、イカロスはそれ以前に観測された超新星以外で最も遠い恒星よりも100倍以上遠く、最遠方記録を大幅に更新した。

## 経緯
銀河団MACS J1149+2223は、ハッブル宇宙望遠鏡（HST）を中心に革新的な深宇宙の観測を行う"Frontier Fields"計画の観測目標となった6つの天域の一つで、HSTの広視野カメラ3（WFC3）によって度々観測が行われており、2014年には重力レンズで多重像が観測された初の超新星「レフスダール（Refsdal）」が出現して注目されていた。超新星レフスダールの追観測のため、2016年4月29日に取得したHST/WFC3の画像の中で、レフスダールの近くに予期していなかった点光源が検出された。

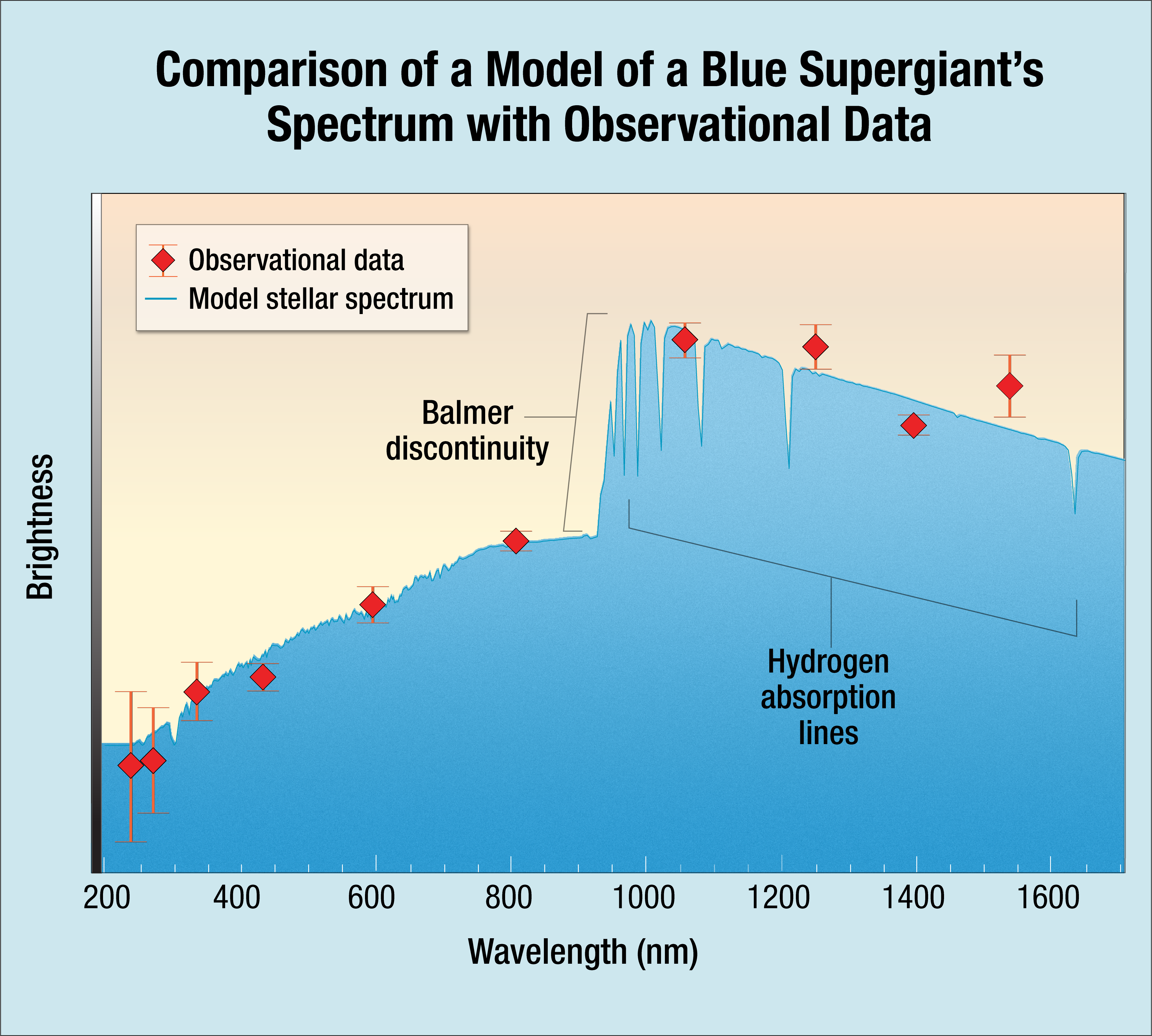
イカロスの観測データ（赤い菱形）と、青色超巨星の理論的なスペクトル（青線）を比較すると、とてもよく合っている。出典: NASA, ESA, A. Feild (STScI)

この天域をHSTで撮像した画像は、2004年から存在しており、遡って調べた結果、2013年から2015年に観測された画像でも、同じ光源がみえており、2016年4月の画像で明るくなったことがわかった。2016年5月の観測で、点光源の明るさは極大となり、2013年から2015年と比べ4倍程度明るくなった。HSTの観測データから、スペクトルエネルギー分布（SED）の時間変化も調べられ、明るさが変化してもスペクトルには変化はみられなかった。これは、超新星などの爆発現象ではあり得ないことで、天体に固有の増光ではなく、重力レンズ現象であることが示唆される。分析の結果、この点光源は、単独の恒星の光が重力レンズ効果によって2000倍以上明るくなったものと見積もられた。この重力レンズは、53億光年の距離にあるMACS J1149+2223の巨大な質量によるものだけではなく、銀河団内にあると思われる、恒星やコンパクト天体などの別の小天体による重力マイクロレンズが重なったことで、これだけの増光率が得られたものとみられる。SEDの形状から、光源となった恒星は青色超巨星であると考えられる。また、この青色超巨星は、超新星レフスダールと同じ母銀河に所属することもわかり、その銀河は赤方偏移{\displaystyle z=1.49}、およそ94億光年離れていて、この青色超巨星が超新星などではない単独の恒星として、過去の記録を大幅に塗り替える最遠の天体であることが明らかになった。
この発見は、ミネソタ大学（発見当時はカリフォルニア大学バークレー校）のパトリック・ケリー（Patrick Kelly）を筆頭著者とする論文が、ネイチャー・アストロノミー誌に掲載され、公になった。

### 名称
発見された青色超巨星は、研究チームによって"MACS J1149 Lensed Star 1"と呼ばれるようになった。正式名称は、MACS J1149+2223 Lensed Star 1である。MACS J1149+2223は、重力レンズを発生させる銀河団の名称で、MACSはX線で明るい遠方の銀河団サーベイMAssive Cluster Surveyでまとめられた中の銀河団であることを示し、J1149+2223は、J2000.0におけるその銀河団の赤経・赤緯が基になっている。
ケリーは、この青色超巨星を、アンディ・ウォーホルの"15 minutes of fame"という言葉に因んで、「ウォーホル」と呼ぶことを提案したようだが、研究チームは結局、ギリシア神話に登場する人物に因んで「イカロス」と名付けた。

## 特徴
イカロスのSEDを、理論的な恒星のスペクトルと照合させると、有効温度が11,000Kから14,000KのB型超巨星が最もよく合う、という結果となる。また、この種の恒星にみられるバルマー不連続の観測波長から、イカロスの赤方偏移を見積もると、{\displaystyle z=1.49}で超新星レフスダール及びその母銀河と同じであり、その銀河に属すると考えて間違いない。つまり、観測されたイカロスからの光は、宇宙が現在の年齢の3割程度の年齢でしかなかった時代に発せられたものであることになる。
重力マイクロレンズによる増光の光度曲線をみると、最も明るくなった極大のすぐ後に、もう一つの極大が表れている。このことは、イカロスが連星である可能性を示唆する。
極大後、2016年10月30日には、元々のイカロスの位置から0.26秒離れた位置に、もう一つの光源がみえた。この光源は、イカロスに対しその兄弟の名「Iapyx」（古代ギリシャ語ではイアーピュクス、英語ではアイアピクス）と呼ばれることもある。重力レンズが生み出す「逆像」である場合と、イカロスの伴星がマイクロレンズによってみえるようになった場合と、二通りの可能性が考えられるが、増光率及びそこから予想される絶対等級を計算すると、B型超巨星の物理量と合うのは逆像の場合で、イカロスが連星であったとしても伴星の像は分離できなかったものとみられる。そうだとすると、イカロスが連星であった場合の主星と伴星の距離は、光度曲線の2度の極大の間隔から、25AU程度と予想される。また、この場合では銀河団の重力レンズによる増光はおよそ600倍となる。また、重力マイクロレンズを発生させた小天体は、質量が太陽の3倍以上の恒星状天体とみられる。
別の分析によれば、重力マイクロレンズを発生させた天体の質量は、太陽の0.1倍から4000倍の間、イカロスの半径は太陽の40倍から260倍の間、と求められ、最も観測をうまく説明できるのは、マイクロレンズ天体の質量が太陽の0.3倍、イカロスの半径が太陽の180倍の場合、となる。ただし、イカロスは単独星であるという仮定の下で計算しており、イカロスが連星である可能性については考慮されていない。

### 天文学的意義
重力レンズ効果による大幅な増光を利用することで、遠方の銀河にある単独の恒星を観測できることは、原理的に可能であることは知られていたが、イカロスが発見されたことで、それが現実に可能であることが実証された。今後、同様の現象の観測を重ねることで、宇宙初期に存在した恒星の性質について観測的な研究が進展するかもしれないと期待される。
また、イカロスの増光のしかたを観測することで、手前にある重力レンズを発生させる銀河団内における暗黒物質の分布についての理論を検証した結果、暗黒物質の大部分が恒星質量程度のブラックホールで構成される場合、イカロスでみられたような増光のしかたにはならないことが示された。ブラックホール合体による重力波が検出されて以後、太陽の100倍以下の質量を持つ始原的なブラックホールが、暗黒物質の一定以上の割合を占めるような、「コンパクト・ダークマター」仮説が注目されているが、イカロスの観測結果からは、その仮説は棄却されることになる。